# George FitzRoy, I duca di Northumberland
George FitzRoy, I duca di Northumberland (Oxford, 28 settembre 1665 – Epsom, 28 giugno 1716), era uno dei figli naturali del re d'Inghilterra Carlo II Stuart, avuto dalla sua amante Barbara Palmer.

## Biografia
George era figlio illegittimo di re Carlo II d'Inghilterra (tornato sul trono nel 1660, in seguito al periodo repubblicano del Commonwealth of England) e della sua favorita più nota, Barbara Palmer, I duchessa di Cleveland, appartenente ad una nobile famiglia inglese. George aveva due fratelli maggiori, entrambi creati dal re Pari, Charles e Henry.
George era nato presso il Merton College di Oxford e nel 1674 aveva ricevuto il titolo di conte di Northumberland poi divenuto duca di Northumberland nel 1683. Nel 1682 fu inviato in missione segreta a Venezia e al suo ritorno in Inghilterra nel 1684 fu nominato dal re Cavaliere dell'Ordine della Giarrettiera. Un anno più tardi, nel 1685, partecipò come volontario alla guerra che il re di Francia Luigi XIV stava combattendo in Lussemburgo, dalla parte dei francesi. George continuò la carriera militare comandando le truppe a cavallo dell'esercito inglese. Nel 1688 fu nominato Lord of the Bedchamber e nel 1701 Constable of Windsor Castle; negli anni successivi divenne Lord Luogotenente del Surrey e del Berkshire. Ripresa la carriera militare, divenne colonnello delle Royal Horse Guards nel 1703. Sette anni più tardi, nel 1710, fu nominato Luogotenente Generale. Nel 1713 entrò a far parte del Consiglio Privato reale.
Il duca si sposò due volte e visse presso Frogmore House. Morì senza discendenza ed alla sua morte i suoi titoli si estinsero.

## Matrimoni
Nel marzo del 1686, il duca di Northumberland sposò Catherine Wheatley, figlia di Robert Wheatley di Bracknell, nel Berkshire. Catherine era già vedova di Thomas Lucy di Charlecote Park, un capitano delle Royal Horse Guards che George comandava. Dopo la morte di Catherine nel 1714, il duca si risposò con Mary Dutton, sorella del capitano Mark Dutton. Da entrambi i matrimoni non ebbe eredi.

## Ascendenza
|                                                     |                 |                                  | Genitori                                    |  |  | Nonni |  |  | Bisnonni                                         |  |  | Trisnonni                    |  |
|                                                     |                 |                                  |                                             |  |  |       |  |  | James I, re d'Inghilterra, di Scozia e d'Irlanda |  |  | Henry Stuart, duca di Albany |  |
|                                                     |                 |                                  |                                             |  |  |       |  |  | James I, re d'Inghilterra, di Scozia e d'Irlanda |  |  | Henry Stuart, duca di Albany |  |
|                                                     |                 | Mary Stuart, regina di Scozia    |                                             |  |  |       |  |  | James I, re d'Inghilterra, di Scozia e d'Irlanda |  |  |                              |  |
| Charles I, re d'Inghilterra, di Scozia e d'Irlanda  |                 |                                  |                                             |  |  |       |  |  | James I, re d'Inghilterra, di Scozia e d'Irlanda |  |  |                              |  |
|                                                     |                 | Anna af Danmark                  | Frederik II, re di Danimarca                |  |  |       |  |  |                                                  |  |  |                              |  |
|                                                     |                 | Anna af Danmark                  | Frederik II, re di Danimarca                |  |  |       |  |  |                                                  |  |  |                              |  |
|                                                     |                 | Anna af Danmark                  | Sophie von Mecklenburg-Güstrow              |  |  |       |  |  |                                                  |  |  |                              |  |
| Charles II, re d'Inghilterra, di Scozia e d'Irlanda |                 | Anna af Danmark                  |                                             |  |  |       |  |  |                                                  |  |  |                              |  |
|                                                     |                 | Henri IV, re di Francia          | Antoine de Bourbon, duca di Vendôme         |  |  |       |  |  |                                                  |  |  |                              |  |
|                                                     |                 | Henri IV, re di Francia          | Antoine de Bourbon, duca di Vendôme         |  |  |       |  |  |                                                  |  |  |                              |  |
|                                                     |                 | Henri IV, re di Francia          | Jeanne III, regina di Navarra               |  |  |       |  |  |                                                  |  |  |                              |  |
| Henriette-Marie de France                           |                 | Henri IV, re di Francia          |                                             |  |  |       |  |  |                                                  |  |  |                              |  |
|                                                     |                 | Maria de' Medici                 | Francesco I de' Medici, granduca di Toscana |  |  |       |  |  |                                                  |  |  |                              |  |
|                                                     |                 | Maria de' Medici                 | Francesco I de' Medici, granduca di Toscana |  |  |       |  |  |                                                  |  |  |                              |  |
|                                                     |                 | Maria de' Medici                 | Johanna von Österreich                      |  |  |       |  |  |                                                  |  |  |                              |  |
| George FitzRoy, I duca di Northumberland            |                 | Maria de' Medici                 |                                             |  |  |       |  |  |                                                  |  |  |                              |  |
|                                                     | Edward Villiers | George Villiers                  |                                             |  |  |       |  |  |                                                  |  |  |                              |  |
|                                                     | Edward Villiers | George Villiers                  |                                             |  |  |       |  |  |                                                  |  |  |                              |  |
|                                                     | Edward Villiers | Audrey Saunders                  |                                             |  |  |       |  |  |                                                  |  |  |                              |  |
| William Villiers, II visconte Grandison             | Edward Villiers |                                  |                                             |  |  |       |  |  |                                                  |  |  |                              |  |
|                                                     |                 | Barbara St. John                 | John St. John                               |  |  |       |  |  |                                                  |  |  |                              |  |
|                                                     |                 | Barbara St. John                 | John St. John                               |  |  |       |  |  |                                                  |  |  |                              |  |
|                                                     |                 | Barbara St. John                 | Lucy Hungerford                             |  |  |       |  |  |                                                  |  |  |                              |  |
| Barbara Palmer, I duchessa di Cleveland             |                 | Barbara St. John                 |                                             |  |  |       |  |  |                                                  |  |  |                              |  |
|                                                     |                 | Paul Bayning, I visconte Bayning | Paul Bayning                                |  |  |       |  |  |                                                  |  |  |                              |  |
|                                                     |                 | Paul Bayning, I visconte Bayning | Paul Bayning                                |  |  |       |  |  |                                                  |  |  |                              |  |
|                                                     |                 | Paul Bayning, I visconte Bayning | Susanna Norden                              |  |  |       |  |  |                                                  |  |  |                              |  |
| Mary Bayning                                        |                 | Paul Bayning, I visconte Bayning |                                             |  |  |       |  |  |                                                  |  |  |                              |  |
|                                                     |                 | Anne Glemham                     | Henry Glemham                               |  |  |       |  |  |                                                  |  |  |                              |  |
|                                                     |                 | Anne Glemham                     | Henry Glemham                               |  |  |       |  |  |                                                  |  |  |                              |  |
|                                                     |                 | Anne Glemham                     | Anne Sackville                              |  |  |       |  |  |                                                  |  |  |                              |  |
|                                                     |                 | Anne Glemham                     |                                             |  |  |       |  |  |                                                  |  |  |                              |  |